# گربه‌ماهی غول‌پیکر مکونگی

گربه‌ماهی غول‌پیکر مکونگی یا گربه‌ماهی‌بزرگ مکونگی (نام علمی: Pangasianodon gigas) نام یک گونه از تیره گربه‌ماهی کوسه‌ای است با سبیل‌های قطور و طویل که رنگ آنها سبز مایل به خاکستری است.